# Natação nos Jogos Pan-Americanos de 2023 - Revezamento 4x100 m medley masculino
A competição de revezamento 4x100 m medley masculino da natação nos Jogos Pan-Americanos de 2023 foi disputada em 25 de outubro no Centro Acuático Estadio Nacional, em Santiago, no Chile. No total, competiram 69 atletas de 11 Comitês Olímpicos Nacionais (CON).

## Calendário
Horário local (UTC-4).
| Data          | Horário | Fase          |
| ------------- | ------- | ------------- |
| 25 de outubro | 11:00   | Eliminatórias |
| 25 de outubro | 17:57   | Final         |

## Medalhistas
|  | USA Estados Unidos                                                                                                  |  | BRA Brasil |  | CAN Canadá |
|  | Jack Aikins Jacob Foster Lukas Miller Jonny Kulow Christopher O'Connor* Noah Nichols* Jack Dahlgren* Coby Carrozza* |  | Guilherme Basseto João Gomes Júnior Vinicius Lanza Guilherme Caribé Gabriel Fantoni* Raphael Windmuller* Victor Baganha* Victor Alcará* |  | Blake Tierney Gabe Mastromatteo Finlay Knox Javier Acevedo Raben Dommann* Brayden Taivassalo* Keir Ogilvie* Édouard Fullum-Huot* |

* Atletas que só participaram das eliminatórias da prova, mas também receberam medalhas.

## Recordes
Antes desta competição, os recordes mundiais e dos Jogos Pan-Americanos da prova eram os seguintes:
| Tipo                             | Atleta         | Tempo   | Local | Data                 |
| -------------------------------- | -------------- | ------- | ----- | -------------------- |
|                                  | Estados Unidos | 3:26.78 | Tokyo | 1º de agosto de 2021 |
| Recorde dos Jogos Pan-Americanos | Estados Unidos | 3:30.25 | Lima  | 10 de agosto de 2019 |

## Resultados

### Eliminatórias
Qualificação: As oito equipes mais rápidas (Q) se classificam para a final.
As eliminatórias foram realizadas em 25 de outubro.
| Pos. | Bateria | Raia | CON                                 | Atletas (parcial)                                                                                   | Tempo   | Notas |
| ---- | ------- | ---- | ----------------------------------- | --------------------------------------------------------------------------------------------------- | ------- | ----- |
| 1    | 2       | 4    | USA Estados Unidos                  | Christopher O'Connor (55.38) Noah Nichols (59.91) Jack Dahlgren (52.34) Coby Carrozza (49.56)       | 3:37.19 | Q     |
| 2    | 2       | 5    | BRA Brasil                          | Gabriel Fantoni (55.01) Raphael Windmuller (1:01.14) Victor Baganha (52.92) Victor Alcará (48.38)   | 3:37.45 | Q     |
| 3    | 1       | 4    | CAN Canadá                          | Raben Dommann (55.09) Brayden Taivassalo (1:00.89) Keir Ogilvie (53.89) Edouard Fullum-Huot (49.40) | 3:39.27 | Q     |
| 4    | 2       | 3    | MEX México                          | Andy Xianyang (56.49) Andrés Puente (1:01.46) Jorge Iga (52.62) José Cano (51.65)                   | 3:42.22 | Q     |
| 5    | 2       | 6    | COL Colômbia                        | Anthony Rincón (56.37) Jorge Murillo (1:01.66) Esnaider Reales (54.16) Sebastián Camacho (52.88)    | 3:45.07 | Q     |
| 6    | 1       | 3    | ARG Argentina                       | Agustín Hernández (57.55) Juán Carrocia (1:03.39) Federico Ludueña (54.90) Matías Santiso (50.88)   | 3:46.72 | Q     |
| 7    | 2       | 2    | CHI Chile                           | Edhy Vargas (57.92) Mariano Lazzerini (1:02.34) Benjamín Schnapp (54.62) Elías Ardiles (52.88)      | 3:47.76 | Q     |
| 8    | 1       | 6    | VEN Venezuela                       | Diego Mas Fraiz (1:00.72) Eric Veit (1:04.08) Jorge Otaiza (53.12) Emil Pérez (51.40)               | 3:49.32 | Q     |
| 9    | 1       | 5    | EAI Equipe de Atletas Independentes | Erick Gordillo (58.41) Roberto Bonilla (1:02.91) Christopher Gossman (56.92) Miguel Vásquez (51.40) | 3:49.64 | R     |
| 10   | 2       | 7    | BAH Bahamas                         | Lamar Taylor (56.90) Mark-Anthony Thompson (1:06.36) Emmanuel Gadson (56.97) Luke Thompson (53.69)  | 3:53.92 | R     |
| 11   | 1       | 2    | PER Peru                            | Carlos Cobos (58.20) Joaquín Vargas (1:15.78) Ricardo Espinosa (58.14) Rafael Ponce (53.11)         | 4:05.23 |       |

### Final
A final foi realizada em 25 de outubro.
| Pos. | Raia | CON                | Atletas (parcial)                                                                                     | Tempo   | Notas |
| ---- | ---- | ------------------ | --- | ------- | ----- |
| 01 ! | 4    | USA Estados Unidos | Jack Aikins (54.00) Jacob Foster (1:00.61) Lukas Miller (51.36) Jonathan Kulow (47.32)                | 3:33.29 |       |
| 02 ! | 5    | BRA Brasil         | Guilherme Basseto (54.70) João Gomes Júnior (1:00.45) Vinicius Lanza (53.03) Guilherme Caribé (46.94) | 3:35.12 |       |
| 03 ! | 3    | CAN Canadá         | Blake Tierney (54.57) Gabe Mastromatteo (1:00.20) Finlay Knox (52.96) Javier Acevedo (47.99)          | 3:35.72 |       |
| 4    | 6    | MEX México         | Diego Camacho (56.31) Miguel de Lara (1:00.18) Jorge Iga (52.46) Andrés Dupont (48.84)                | 3:37.79 |       |
| 5    | 2    | COL Colômbia       | Omar Pinzón (56.04) Jorge Murillo (1:00.78) David Arias (52.82) Juán Morales (50.27)                  | 3:39.91 |       |
| 6    | 7    | ARG Argentina      | Ulises Saravia (55.19) Gabriel Morelli (1:02.50) Joaquín Piñero (54.88) Guido Buscaglia (49.14)       | 3:41.71 |       |
| 7    | 1    | CHI Chile          | Edhy Vargas (57.18) Mariano Lazzerini (1:01.35) Benjamín Schnapp (53.82) Eduardo Cisternas (50.76)    | 3:43.11 |       |
| 8    | 8    | VEN Venezuela      | Winston Rodríguez (59.69) Eric Veit (1:03.92) Jorge Otaiza (52.96) Alberto Mestre (49.29)             | 3:45.86 |       |

Legenda
| Recorde mundial                  | Recorde mundial (World record)               |                       | Recorde africano                      | Recorde africano (African) |                                           | Q | Classificado por posição (Qualified) |
| Recorde dos Jogos Pan-Americanos | Recorde pan-americano (Pan-American record)  | Recorde da América    | Recorde da América (Americas)         | q                          | Classificado por melhor tempo (Qualified) |   |                                      |
| Melhor marca do ano              | Melhor marca do ano (World leading)          | Recorde asiático      | Recorde asiático (Asian)              | DNS                        | Não largou (Did not start)                |   |                                      |
| Recorde nacional                 | Recorde nacional (National record)           | Recorde europeu       | Recorde europeu (European)            | DNF                        | Não terminou (Did not finish)             |   |                                      |
| Recorde pessoal                  | Recorde pessoal do atleta (Personal best)    | Recorde da Oceania    | Recorde da Oceania (Oceania)          | DSQ / DQ                   | Desclassificado (Disqualified)            |   |                                      |
| Recorde da temporada             | Recorde da temporada do atleta (Season best) | Recorde sul-americano | Recorde sul-americano (South America) | NM                         | Sem marca (No mark)                       |   |                                      |